# Perspectiva caballera
La perspectiva caballera es un sistema de representación que utiliza la proyección paralela oblicua, en el que las dimensiones del plano proyectante frontal, como las de los elementos paralelos a él, están en verdadera magnitud

Perspectiva caballera. La semicircunferencia paralela al plano frontal está en verdadera magnitud (sin sufrir deformaciones).

En perspectiva caballera, dos dimensiones del volumen a representar se proyectan en verdadera magnitud (el alto y el ancho) y la tercera (la profundidad) con un coeficiente de reducción. Las dos dimensiones sin distorsión angular con sus longitudes a escala son la anchura y altura (y, z) mientras que la dimensión que refleja la profundidad (x) se reduce en una proporción determinada. 1:2, 2:3 o 3:4 suelen ser los coeficientes de reducción más habituales.
Los ejes Y y Z forman un ángulo de 90°, y el eje X suele tener 45° (o 135°) respecto a ambos. Se adoptan, por convención, ángulos iguales o múltiplos de 30° y 45°, dejando de lado 90°, 180°, 270° y 360° por razones obvias.
Se puede dibujar fácilmente un volumen a partir de una vista lateral o alzado, trazando a partir de cada vértice líneas paralelas a Y, para reflejar la profundidad del volumen. 
Este tipo de proyección es frecuentemente utilizada por su facilidad de ejecución, aunque el resultado final no da una imagen tan real como la que se obtendría con una proyección cónica. 
En Latinoamérica caballera se llama perspectiva a la que utiliza un ángulo de 45° del eje Y respecto del eje X y ninguna reducción.

## Trazado de la perspectiva caballera
Para el trazado de la perspectiva caballera, empleando una escuadra, se coloca una regla inclinada a 45° que sirve de referencia para apoyar la escuadra sobre el lado adecuado según la inclinación de la recta a trazar. Las líneas de fuga de la perspectiva caballera se trazan perpendiculares a la regla.
Si sobre los ejes ponemos las coordenadas de un punto, haciendo las paralelas correspondientes a los ejes situamos el punto en el espacio, según la perspectiva caballera.
|  |  |  |  |

### Un ejemplo de perspectiva caballera
Como ejemplo de perspectiva caballera podemos tomar el de un cubo, con un círculo inscrito en cada una de sus caras.
El eje y es horizontal, el eje z es vertical y el eje x forma 45 grados con la horizontal, la medida en los ejes y y z son la medida real, y en el eje x se reduce el 50%. El resultado es el de la figura de la izquierda. El resultado da lugar a que la cara frontal, ejes y, z, es un cuadrado y una circunferencia reales; en las dos caras laterales el cuadrado se transforma en un romboide y la circunferencia en una elipse.
Esta es la forma normal de representar la perspectiva caballera, con líneas de fuga a 45 grados y reducción en las líneas de fuga del 50%; pero con estos mismos valores y con distintas direcciones para las líneas de fuga, podemos ver los siguientes resultados.
|  |  |
|  |  |